# Бенто Риџ (Охајо)
Бенто Риџ (енгл. Benton Ridge) град је у америчкој савезној држави Охајо.

## Демографија
По попису из 2010. године број становника је 299, што је 16 (-5,1%) становника мање него 2000. године.
| Група             | 2000.       | 2010.       |
| Белци             | 310 (98,4%) | 285 (95,3%) |
| Афроамериканци    | 1 (0,3%)    | 0 (0,0%)    |
| Азијати           | 0 (0,0%)    | 0 (0,0%)    |
| Хиспаноамериканци | 3 (1,0%)    | 6 (2,0%)    |
| Укупно            | 315         | 299         |